# Tour Down Under 2013
Die Santos Tour Down Under 2013 fand vom 22. bis 27. Januar 2013 statt. Es war die 15. Auflage dieser Rundfahrt. Dieses Rennen bildete den Auftakt der UCI WorldTour 2013. Die Strecke verlief hauptsächlich durch den Bundesstaat South Australia.
Zwei Tage vor Beginn der Rundfahrt wurde traditionell das Down Under Classic in Adelaide über 51 Kilometer ausgetragen. Dies gewann der deutsche Radrennfahrer André Greipel vom belgischen Team Lotto Belisol zum zweiten Mal in Folge, nachdem er es bereits 2012 gewonnen hatte.
Die erste Etappe der Tour Down Under führte von Prospect nach Lobethal und wurde ebenfalls von André Greipel gewonnen. Damit übernahm er zugleich das Ochre Jersey des Gesamtführenden. Die zweite Etappe ging an den Briten Geraint Thomas, der danach drei Tage lang Leader der Australien-Rundfahrt war. Etappe 3 gewann Tom Slagter. In der vierten Etappe siegte wieder André Greipel im Massensprint. Die fünfte Etappe gewann der Australier Simon Gerrans bei einer Bergankunft am Willunga Hill. Neuer Spitzenreiter in der Gesamtwertung war Tom Slagter. Die letzte Etappe ging wieder an André Greipel.
In der Gesamtwertung und in der Nachwuchswertung gewann der Niederländer Tom Slagter. Sieger in der Punktewertung wurde Geraint Thomas. Die Bergwertung ging an den Spanier Javier Moreno. Bestes Team war die luxemburgische Mannschaft RadioShack Leopard.

## Teilnehmer
| 18 UCI WorldTeams AG2R La Mondiale (ALM) Astana Pro Team (AST) BMC Racing Team (BMC) Omega Pharma-Quick Step (OPQ) FDJ.fr (FDJ) Vacansoleil-DCM (VCD) | Euskaltel Euskadi (EUS) Lampre-Merida (LAM) Lotto Belisol (LTB) Movistar (MOV) Orica GreenEdge (OGE) Sky ProCycling (SKY) | Garmin Sharp (GRS) Team Saxo-Tinkoff (TST) RadioShack Leopard (RLT) Team Argos-Shimano (ARG) Blanco (BLA) Cannondale Pro Cycling (CAN) |
| 1 Nationalmannschaft UniSA-Australia (AUS) | | |

## Etappen
| Etappe             | Datum      | Start–Ziel             | km    | Typ         | Etappensieger  | Ochre Jersey   |
| ------------------ | ---------- | ---------------------- | ----- | ----------- | -------------- | -------------- |
| Down Under Classic | 20. Januar | Adelaide               | 51    | Flachetappe | André Greipel  |                |
| 1. Etappe          | 22. Januar | Prospect–Lobethal      | 135   | Flachetappe | André Greipel  | André Greipel  |
| 2. Etappe          | 23. Januar | Mount Barker–Rostrevor | 116,5 | Hügeletappe | Geraint Thomas | Geraint Thomas |
| 3. Etappe          | 24. Januar | Unley–Stirling         | 139   | Hügeletappe | Tom Slagter    | Geraint Thomas |
| 4. Etappe          | 25. Januar | Modbury – Tanunda      | 126,5 | Flachetappe | André Greipel  | Geraint Thomas |
| 5. Etappe          | 26. Januar | McLaren Vale–Willunga  | 151,5 | Bergetappe  | Simon Gerrans  | Tom Slagter    |
| 6. Etappe          | 27. Januar | Adelaide               | 90    | Flachetappe | André Greipel  | Tom Slagter    |

## Wertungsübersicht
| Stage    | Winner         | Gesamtwertung · | Bergwertung ·  | Punktewertung ·     | Nachwuchswertung · | Teamwertung        | Kämpferischster Fahrer         |
| -------- | -------------- | --------------- | -------------- | ------------------- | ------------------ | ------------------ | ------------------------------ |
| 1        | André Greipel  | André Greipel   | Jordan Kerby   | André Greipel       | Arnaud Démare      | Lampre-Merida      | Jordan Kerby                   |
| 2        | Geraint Thomas | Geraint Thomas  | Geraint Thomas | Daniele Pietropolli | Tom Slagter        | RadioShack Leopard | Christopher Juul-Jensen        |
| 3        | Tom Slagter    | Geraint Thomas  | Geraint Thomas | Geraint Thomas      | Tom Slagter        | RadioShack Leopard | Simon Clarke                   |
| 4        | André Greipel  | Geraint Thomas  | Jack Bobridge  | André Greipel       | Tom Slagter        | RadioShack Leopard | Philippe Gilbert Damien Howson |
| 5        | Simon Gerrans  | Tom Slagter     | Javier Moreno  | Tom Slagter         | Tom Slagter        | RadioShack Leopard | Thomas De Gendt                |
| 6        | André Greipel  | Tom Slagter     | Javier Moreno  | Geraint Thomas      | Tom Slagter        | RadioShack Leopard | Geraint Thomas                 |
| Endstand | Endstand       | Tom Slagter     | Javier Moreno  | Geraint Thomas      | Tom Slagter        | RadioShack Leopard | –                              |